# Aeroporto di Phu Cat
L'Aeroporto di Phu Cat, in lingua vietnamita Sân bay Phù Cát (IATA: UIH, ICAO: VVPC), è un aeroporto situato a Quy Nhơn, in Vietnam.
Esso si trova nel distretto di Phù Cát, nella provincia di Binh Dinh, lungo la Nam Trung Bo, ossia la costa centro-meridionale del Paese.
Oltre ad essere usato come aeroporto commerciale, è anche utilizzato dalla Không Quân Nhân Dân Việt Nam, l'aeronautica militare del Paese. Tra le compagnie aeree che fanno scalo a Phu Cat vi sono la VietJet Air e la Vietnam Airlines.